# Gratinatura

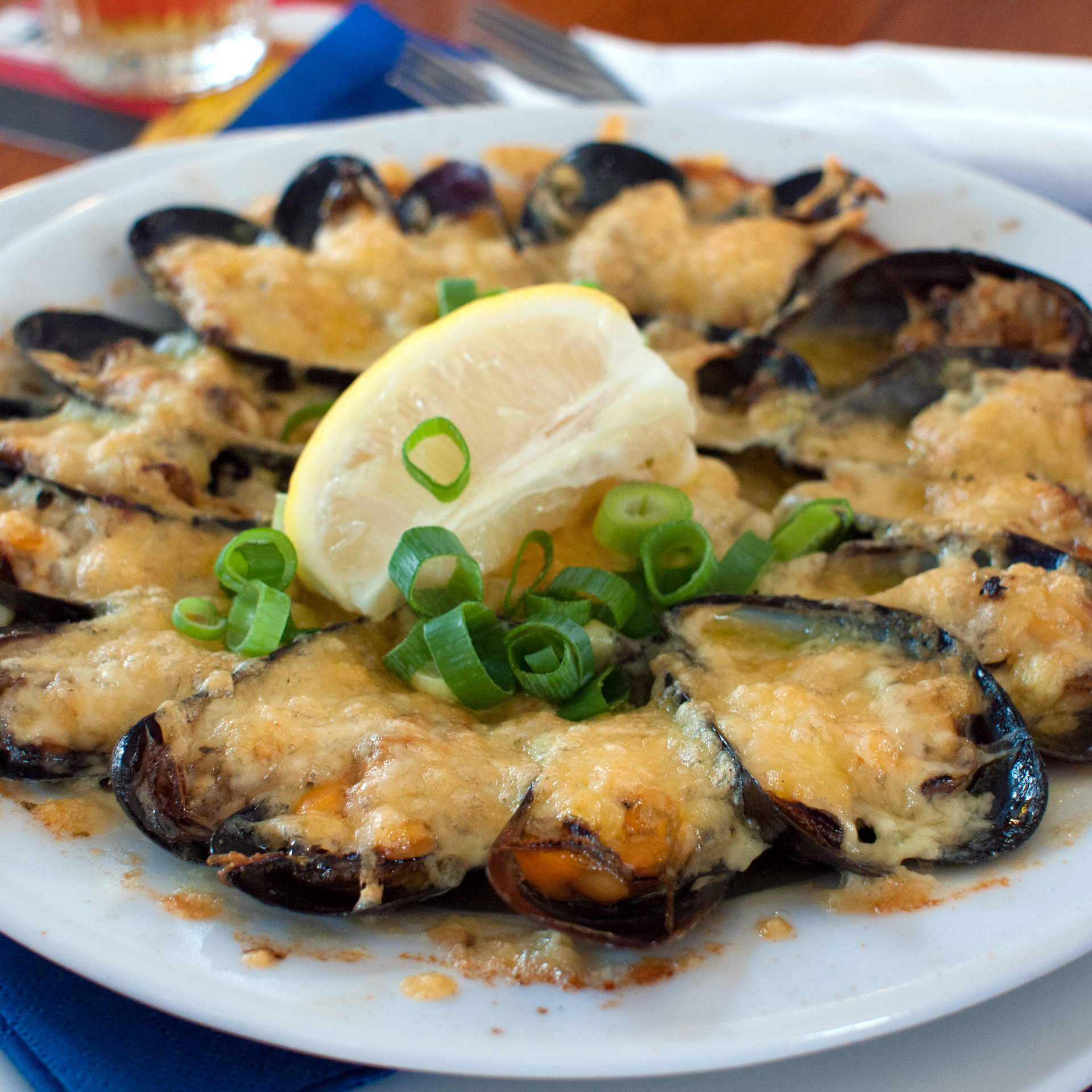
Cozze gratinate

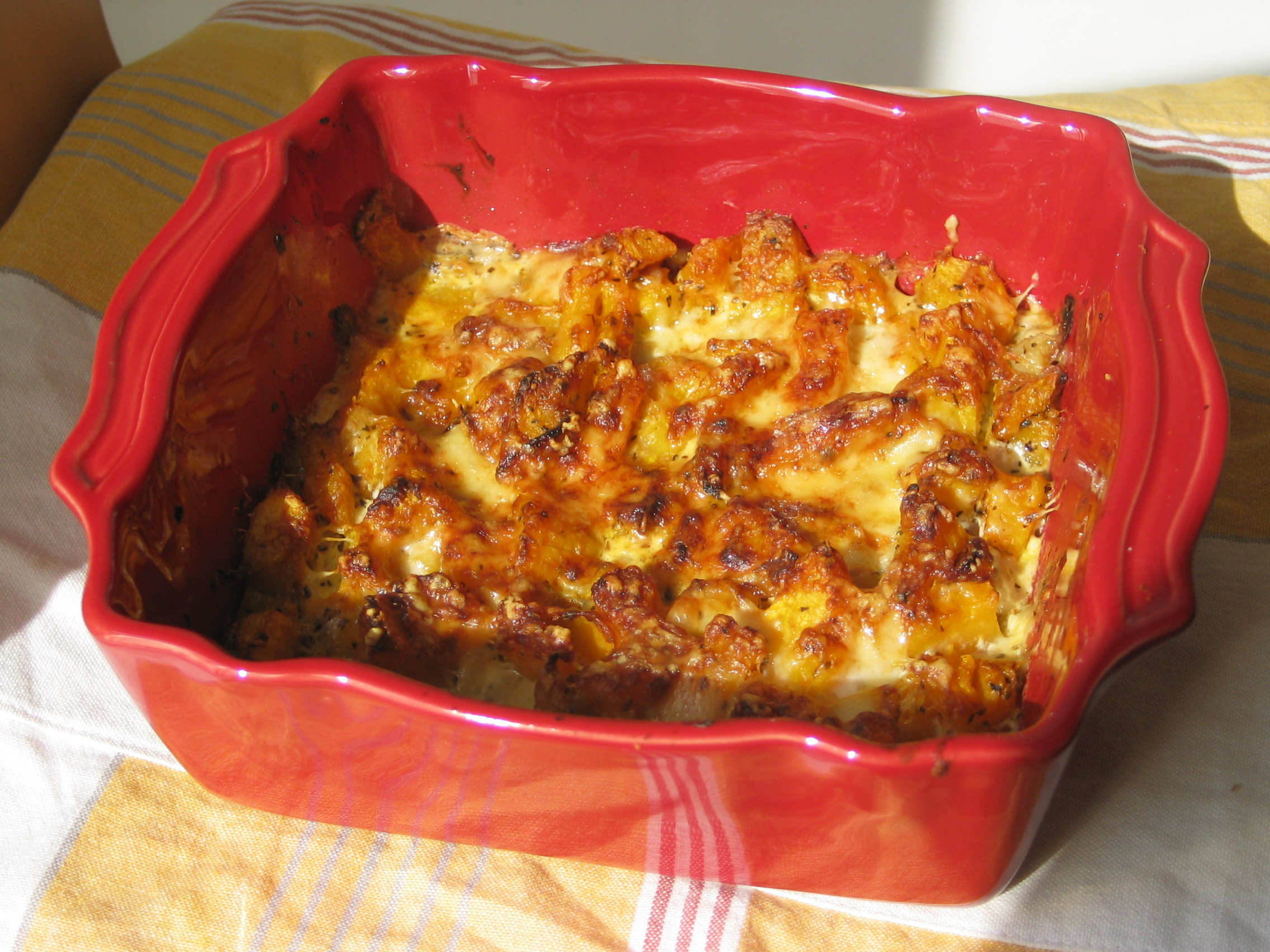
Gratin di zucca trombetta

La gratinatura è un tipo di cottura che consente di ottenere un piatto ben croccante in superficie e non troppo asciutto all'interno.

## Descrizione
Per ottenere ciò è necessario far raggiungere alla pietanza una temperatura abbastanza elevata, solitamente oltre i 180 °C, condizione in cui si verificano delle reazioni dette di "Maillard", nel minor tempo possibile.
I risultati migliori si ottengono usando un buon forno a convezione, precedentemente scaldato, meglio ancora un attrezzo più professionale detto "salamandra", e coprendo la superficie dei cibi, specialmente quelli che contengono più acqua, con preparazioni "gratinanti" a base di formaggio, o pane grattugiato aromatizzato, e del grasso di cottura, olio o burro.
La gratinatura si ottiene cospargendo degli alimenti, quali pesce, verdure con un composto chiamato "gratin" fatto con pane grattato, olio, prezzemolo. Viene cosparso sugli alimenti poi infornato fino ad ottenere una colorazione dorata.
Invece per paste, lasagne ecc. gli alimenti vengono cosparsi di grana grattugiato e fiocchetti di burro poi posti in forno.